# Jakob Einstein
Jakob Einstein (* 25. November 1850 in Buchau, Königreich Württemberg; † 8. September 1912 in Mailand) war ein deutscher Pionier der Elektrotechnik.

## Ausbildung
Jakob Einstein war ein Onkel des Physikprofessors Albert Einstein. Er wuchs in der jüdischen Gemeinde in Buchau in Oberschwaben auf. Sein Vater Abraham Einstein kam dort als Textilkaufmann mit dem Schwerpunkt Konfektions-Damenmäntel zu Wohlstand. Ende der 1860er Jahre übersiedelte die Familie nach Ulm. Noch von Buchau aus schickte der Vater Jakob Einstein nach Stuttgart, wo er die Realschule mit dem „Einjährigen“ abschloss. Dort besuchte er die Polytechnische Schule und schloss als Ingenieur ab.: S. 60 Am Deutsch-Französischen Krieg nahm er als Pioniersoldat teil.

## Wirken
1876 gründete Jakob Einstein in München eine eigene Firma für Wasser- und Gasinstallationen. 1880 überzeugte er seinen älteren Bruder Hermann Einstein, den Vater Albert Einsteins, davon, Teilhaber an der Firma zu werden und im Juni 1880 nach München zu ziehen. Die Brüder wohnten nahe dem Sendlinger Tor. Sie verlegten sich zunehmend auf elektrotechnische Installationen.: S. 21 Einstein & Cie betrieb eine Fabrik für elektrische Geräte und befasste sich mit der Herstellung von Dynamos, Bogenlampen, Strommessgeräten und ähnlichen. Weiterhin erzeugten sie Gleichstrom, um diesen für die damals neue elektrische Beleuchtung von Straßen, Gewerbestätten, Wirtshäusern und Bierzelten zu verwenden. Die Fabrik der Einsteins befand sich in der Lindwurmstraße 127 in München. Das Gebäude wurde im Zweiten Weltkrieg zerstört; heute steht dort ein Gebäude der Münchner Volkshochschule.: S. 22 Die Brüder Einstein wohnten im Haus Adlzreiterstraße 14 in München.: S. 78 Jakob Einstein war der innovative Kopf der Firma.: S. 47 1882 beteiligte sich das Unternehmen an der Internationalen Elektrizitätsausstellung in München, wo es eine Telefonanlage mit zwölf Linien vorstellte.
Die Einsteins elektrifizierten 1885/1888 das Oktoberfest und nach einer kommunalen Ausschreibung 1889 die Straßen in Schwabing, die zur Salvatorbrauerei führten.: S. 41 Ihre Glühlampen bezogen sie von der AEG. Zu den Kunden zählten unter anderem die Brauerei Pschorr und das Klinikum rechts der Isar.
Jacob Einstein wurden sieben Patente zugesprochen. In den damals führenden Fachzeitschriften, insbesondere in der französischen Zeitschrift Lumière électrique, wird der Name des Patentinhabers mehrfach erwähnt, aber auch in der deutschen Elektrotechnischen Zeitschrift oder der italienischen Zeitschrift Elettricità. 1891 war Einsteins Firma wichtig genug, um mit zwanzig anderen Firmen an der Internationalen Elektrotechnischen Ausstellung in Frankfurt am Main teilzunehmen. Auf der Ausstellung präsentierte das Unternehmen einen Dynamo nach eigenem Entwurf (von Jakob Einstein in Zusammenarbeit mit anderen Erfindern), mehrere Bogenlampen und einen Integrierenden Ah-Coulomb-Stromzähler (den Jakob Einstein gemeinsam mit Sebastian Kornprobst patentiert hatte). 2005 wurden in der Einstein-Ausstellung des Deutschen Museums München Produkte der Elektrotechnischen Fabrik J. Einstein & Cie. gezeigt, darunter dieser Stromzähler mit zugehöriger Patentschrift.
Konkurrenzunternehmen wie Siemens & Halske und die AEG spezialisierten sich auf den moderneren Wechselstrom und eroberten ab 1890 zunehmend Marktanteile. Die Einsteins setzten weiterhin auf Gleichstrom. Um einer Insolvenz zuvorzukommen, verlagerten Jakob und Hermann Einstein ihr Geschäft 1894 nach Italien,: S. 78 wo sie schon zwei Städte zentral mit Strom versorgten.  Dort errichteten sie zusammen mit dem italienischen Teilhaber Lorenzo Garrone eine elektrotechnische Fabrik in Pavia, die allerdings bereits 1896 bankrottging.: S. 78f. Gelegentlich hat der junge 17-jährige Albert Einstein im Konstruktionsbüro seines Onkels Jakob in der Fabrik in Pavia mitgearbeitet. Jakob Einstein sagte einmal zu einem seiner Gehilfen: „Wissen Sie, das ist schon fabelhaft mit meinem Neffen, wo ich und meine Hilfsingenieure uns tagelang den Kopf zerbrechen, da hat der junge Kerl in einer knappen Viertelstunde das Ganze heraus gehabt. Aus dem wird noch mal was.“: S. 47f.
Danach war Jakob Einstein von 1896 bis 1899 in Lecce in Apulien als technischer Direktor angestellt. Dort wurde die elektrische Straßenbahn von Lecce zum Küstenort San Cataldo an der Adria von Arthur Koppel im Konsortium mit Giuseppe Pellegrino projektiert, gebaut und seit 1899 betrieben. Ab 1906 war Jakob Einstein als Direktor der Elektra Apparatenbau-Gesellschaft m.b.H. in Wien tätig,: S. 79 die Hermann Aron betrieb und die kurz darauf bereits 1000 Mitarbeiter hatte. Einstein hatte dort aber nicht die Prokura.
Todesanzeigen der Firma und seiner erwachsenen Kinder belegen, dass Jakob Einstein am 8. September 1912 in Mailand im Alter von 61 Jahren hochgeehrt starb.: S. 79 Am 10. September 1912 wurde er auf dem Wiener Zentralfriedhof beerdigt.

## Familie, Kinder
Jakob Einstein heiratete die Münchnerin Ida Einstein, die offenbar nicht mit den Buchauer Einsteins verwandt war. Die Ehe wurde 1909 geschieden. Ida heiratete 1913 erneut und lebte fortan in Osnabrück.: S. 79 Zwei Kinder entstammten dieser Ehe, Robert (1884–1945) und Edith (1888–1960). Edith Einstein schloss 1922 in Zürich ihr Mathematikstudium mit der Promotion zur Dr. rer. nat. ab. Dabei half ihr ihr berühmter Cousin Albert Einstein, indem er ihr für ihre Dissertation das Thema Zur Theorie des Radiometers vorschlug und ihr schließlich zum Erfolg verhalf.
Robert(o) Einstein war Elektrotechniker. Wo er studierte, ist bisher nicht ermittelt. Er heiratete 1913 in Genua Cesarina „Nina“ Mazzetti aus Bergamo. Der Ehe entstammten zwei Töchter, Anna Maria († 1944) und Luce (1917–1944).: S. 234 Robert Einstein lebte mit seiner Familie während des Ersten Weltkriegs in München, später in Rom, danach in Rignano sull’Arno. Am 3. August 1944 ermordeten Soldaten der deutschen Wehrmacht in Rignano seine Ehefrau „Nina“ und die beiden Töchter. Das Motiv für die Tat waren Antisemitismus und der Hass auf Albert Einstein und seine jüdischen Verwandten. Robert(o) Einstein versteckte sich derweil im Wald. Er konnte den Verlust seiner Liebsten nicht ertragen. Weil die Mörder nicht zur Rechenschaft gezogen wurden, beging er am 3. Juli 1945 in Florenz Suizid. Vorher verabschiedete er sich in Briefen, darunter auch bei Albert Einstein.: S. 191